# Touzac (Lot)
Touzac település Franciaországban, Lot megyében. Lakosainak száma 361 fő (2022. január 1.). Touzac Duravel, Lacapelle-Cabanac, Mauroux, Soturac és Vire-sur-Lot községekkel határos.

## Népesség
A település népessége az elmúlt években az alábbi módon változott:
| Lakosok száma | 406  | 417  | 412  | 345  | 367  | 376  | 373  | 370  | 370  | 361  |
|               | 1968 | 1982 | 1990 | 2006 | 2013 | 2015 | 2017 | 2019 | 2020 | 2022 |